# SSD L'Aquila 1927
Società Sportiva Dilettantistica L'Aquila 1927, zkráceně jen L'Aquila je italský fotbalový klub hrající v sezóně 2024/25 ve 4. italské fotbalové lize sídlící ve městě L'Aquila v regionu Abruzzo.

## Změny názvu klubu
- 1931/32 – 1942/43 – AS L'Aquila (Associazione Sportiva L'Aquila)
- 1944/45 – 1947/48 – L'Aquila Sportiva 1944 (L'Aquila Sportiva 1944)
- 1948/49 – 1994/95 – AS L'Aquila (Associazione Sportiva L'Aquila)
- 1995/96 – Vis L'Aquila (Vis L'Aquila)
- 1996/97 – GS L'Aquila Calcio (Gruppo Sportivo L'Aquila Calcio)
- 1997/98 – 2003/04 – L'Aquila Calcio (L'Aquila Calcio)
- 2004/05 – 2005/06 – ASD L'Aquila Calcio Real (Associazione Sportiva Dilettantistica L'Aquila Calcio Real)
- 2006/07 – 2009/10 – ASD L'Aquila Calcio (Associazione Sportiva Dilettantistica L'Aquila Calcio)
- 2010/11 – 2017/18 – L'Aquila Calcio 1927 (L'Aquila Calcio 1927)
- 2018/19 – ASD Città di L'Aquila (Associazione Sportiva Dilettantistica Città di L'Aquila)
- 2019/20 – SSD L’Aquila 1927 (Società Sportiva Dilettantistica L’Aquila 1927)

## Získané trofeje

### Vyhrané domácí soutěže
- 3. italská liga ( 1x )

1933/34
- 5. italská liga ( 3x )

1991/92, 1997/98, 2022/23

## Účast v ligách
| Úroveň soutěže | Název soutěže (nynější název) | První hraná sezona | Poslední hraná sezona | celkem odehraných sezon |
| -------------- | ----------------------------- | ------------------ | --------------------- | ----------------------- |
| 2              | Serie B                       | 1934/35            | 1936/37               | 3                       |
| 3              | Serie C                       | 1932/33            | 2015/16               | 29                      |
| 4              | Serie D                       | 1931/32            | 2024/25               | 34                      |
| 5              | Eccellenza                    | 1978/79            | 2022/23               | 19                      |

## Trenéři

### Známí trenéři v klubu
- Ottavio Barbieri (1933–1934)
- Bruno Giordano (2002–2003)